# Korobciîne, Novomîrhorod
Korobciîne (în ucraineană Коробчине) este localitatea de reședință a comunei Korobciîne din raionul Novomîrhorod, regiunea Kirovohrad, Ucraina.

## Demografie
Componența lingvistică a localității Korobciîne
     Ucraineană (97,49%)
     Rusă (1,93%)
     Alte limbi (0,49%)
Conform recensământului din 2001, majoritatea populației localității Korobciîne era vorbitoare de ucraineană (97,49%), existând în minoritate și vorbitori de rusă (1,93%).